# Мислятинська сільська рада
Мисля́тинська сільська́ ра́да — адміністративно-територіальна одиниця та орган місцевого самоврядування в Ізяславському районі Хмельницької області. Адміністративний центр — село Мислятин.

## Загальні відомості
Мислятинська сільська рада утворена в 1944 році.
- Територія ради: 39,339 км²
- Населення ради: 1 245 осіб (станом на 2001 рік)

## Населені пункти
Сільській раді підпорядковані населені пункти:
- с. Мислятин
- с. Більчин
- с. Більчинка
- с. Лопушне

## Річки
Територією сільської ради протікає річка Горинь, права притока Прип'яті. Басейн Дніпра. Тече в східному напрямку від села Дібрівка, через село Мислятин, повз село Лопушне, завертає на південь в сторону села Криволука і далі на схід в сторону села Клубівка.
Територією сільської ради також протікає невеличка річка Більчинка. Тече в південно-східному напрямку через села Більчин, Більчинка, Іванівка і впадає в річку Горинь поблизу села Васьківці.

## Склад ради
Рада складається з 16 депутатів та голови.
- Голова ради: Довбиш Іван Анатолійович
- Секретар ради: Малунова Марія Іванівна

### Керівний склад попередніх скликань
| Прізвище, ім'я, по батькові | Основні відомості                                                 | Дата обрання | Дата звільнення |
| --------------------------- | ----------------------------------------------------------------- | ------------ | --------------- |
| Довбиш Іван Анатолійович    | Сільський голова, 1967 року народження, освіта вища, безпартійний | 26.03.2006   | 31.10.2010      |
| Довбиш Іван Анатолійович    | Сільський голова, 1967 року народження, освіта вища, безпартійний | 31.10.2010   |                 |

Примітка: таблиця складена за даними сайту Верховної Ради України

### Депутати
За результатами місцевих виборів 2010 року депутатами ради стали:

#### За суб'єктами висування
| Суб'єкт висування                 | Кількість обраних депутатів | %    |
| --------------------------------- | --------------------------- | ---- |
| Партія регіонів                   | 7                           | 43,8 |
| Народна партія                    | 4                           | 25   |
| Єдиний Центр                      | 2                           | 12,5 |
| Політична партія «Сильна Україна» | 1                           | 6,3  |
| Самовисування                     | 1                           | 6,3  |
| Соціалістична партія України      | 1                           | 6,3  |

#### За округами
| № округу                          | Прізвище, ім'я, по батькові       | Дата визнання обраним | Освіта | Партійна приналежність | Відомості про обраного депутата                                |
| --------------------------------- | --------------------------------- | --------------------- | ------ | ---------------------- | -------------------------------------------------------------- |
| Єдиний Центр                      |                                   |                       |        |                        |                                                                |
| 1                                 | Заверуха Тетяна Василівна         | 04.11.2010            | вища   | позапартійна           | ТОВ «Мир», гол. бухгалтер                                      |
| 9                                 | Комонюк Михайло Мусійович         | 04.11.2010            | вища   | член Єдиного Центру    | ТОВ «Мир», директор                                            |
| Народна Партія                    |                                   |                       |        |                        |                                                                |
| 4                                 | Комонюк Мирослава Антонівна       | 04.11.2010            | вища   | позапартійна           | пенсіонер                                                      |
| 7                                 | Закружецька Марія Йосипівна       | 04.11.2010            | вища   | позапартійна           | Мислятинська загальноосвітня школа І-ІІІ ст., вчитель          |
| 11                                | Овчарук Петро Павлович            | 04.11.2010            | вища   | позапартійний          | ТОВ «Мир», завідувач ферми                                     |
| 16                                | Карачун Микола Йосипович          | 04.11.2010            | вища   | позапартійний          | пенсіонер                                                      |
| Партія регіонів                   |                                   |                       |        |                        |                                                                |
| 2                                 | Жуняк Наталія Дмитрівна           | 04.11.2010            | вища   | позапартійна           | Мислятинська загальноосвітня школа І-ІІІ ст., вчитель          |
| 3                                 | Довбиш Оксана Домініківна         | 04.11.2010            | вища   | позапартійна           | Мислятинська загальноосвітня школа І-ІІІ ст., вчитель          |
| 5                                 | Малунова Марія Іванівна           | 04.11.2010            | вища   | позапартійна           | Мислятинська сільська рада, секретар                           |
| 6                                 | Корнійчук Валентина Володимирівна | 04.11.2010            | вища   | позапартійна           | Мислятинська сільська рада, завідувачка дит. садка с. Мислятин |
| 8                                 | Приступа Віктор Васильович        | 04.11.2010            | вища   | позапартійний          | ТОВ «Мир», водій                                               |
| 10                                | Балій Лідія Кирилівна             | 04.11.2010            | вища   | позапартійна           | ТОВ «Мир», обліковець                                          |
| 13                                | Кичата Тамара Леонідівна          | 04.11.2010            | вища   | позапартійна           | Більчинська загальноосвітня школа І-ІІ ст, директор            |
| Політична партія «Сильна Україна» |                                   |                       |        |                        |                                                                |
| 14                                | Франков Григорій Іванович         | 04.11.2010            | вища   | позапартійний          | ПП «Ізяславпроект», директор                                   |
| Соціалістична партія України      |                                   |                       |        |                        |                                                                |
| 15                                | Балій Тетяна Георгіївна           | 04.11.2010            | вища   | позапартійна           | Більчинська загальноосвітня школа І-ІІ ст, вчитель             |
| Самовисування                     |                                   |                       |        |                        |                                                                |
| 12                                | Каленічин Сергій Іванович         | 04.11.2010            | вища   | позапартійний          | Більчинська загальноосвітня школа І-ІІ ст, вчитель             |

## Господарська діяльність
Основним видом господарської діяльності населених пунктів сільської ради є сільськогосподарське виробництво. Воно складається з фермерського сільськогосподарського товариства ТОВ «Мир» і індивідуальних селянських (фермерських) господарств. Основним видом сільськогосподарської діяльності є вирощування зернових, технічних культур і виробництво м'ясо-молочної продукції, допоміжним — вирощування овочевих культур.